# Piurasfenops
De piurasfenops (Sphenopsis piurae synoniem: Hemispingus piurae) is een zangvogel uit de familie Thraupidae (tangaren).

## Verspreiding en leefgebied
Deze soort telt 2 ondersoorten:
- S. p. piurae: zuidelijk Ecuador en noordwestelijk Peru.
- S. p. macrophrys: westelijk Peru.